# Administrador apostólico
Na Igreja Católica um Administrador Apostólico é um Bispo que administra interinamente uma Diocese. Toma a designação de Administrador Apostólico sede vacante quando a Diocese se encontra em situação de sede vacante, ou seja em caso de morte, transferência ou resignação do Bispo Diocesano, ou Administrador Apostólico sede plena no caso de impedimento ou incapacidade do Bispo Diocesano, isto é em caso de sede impedita.
Quando o Administrador é designado pelo Papa toma o título de Administrador Apostólico, enquanto quando é designado pelos presbíteros da Diocese toma a designação de Administrador Diocesano.
O cargo de Administrador Apostólico tem dignidade episcopal, sendo geralmente ocupado por um Bispo. Pode ser um Bispo Auxiliar (o de maior antiguidade) ou o anterior Bispo Diocesano em caso de transferência (desde a nomeação para a nova Diocese) ou resignação (desde a aceitação do pedido de resignação, o que geralmente ocorre com a nomeação do sucessor) até à tomada de posse do sucessor.
A função de Administrador Diocesano pode ser desempenhada por um Bispo ou por um presbítero.

## Direito Canónico
Uma Diocese fica geralmente vacante quando o Bispo Diocesano pede a resignação, é transferido ou em caso de morte do titular. Para tal eventualidade o Código de Direito Canónico prevê que o Cabido, quando exista, ou o Colégio de Consultores Diocesano se reúna no prazo de oito dias a contar desde o dia em que a Diocese entrou no período vacante a fim de eleger o Administrador Diocesano, que governará interinamente a Diocese até que o Papa nomeie um novo Bispo. 
Se por qualquer motivo o Cabido ou Colégio de Consultores não proceder legitimamente à eleição dentro do prazo de 8 dias, cabe ao Metropolita nomear o Administrador Diocesano. Em caso de vacatura da própria Sé Metropolitana ou da Metropolitana e da sufragânea em simultâneo, a nomeação cabe ao Bispo sufragâneo mais antigo da Província Eclesiástica.